# Syzygium jambos
Syzygium jambos, de nombre común pumarrosa, pumorroso, pumalaca o perita, es un árbol originario del sudeste asiático perteneciente a la familia Myrtaceae. Se ha cultivado y también naturalizado en América tropical continental, y en las Antillas, donde fue introducida por los ingleses. En Cuba es una especie invasora.

## Descripción

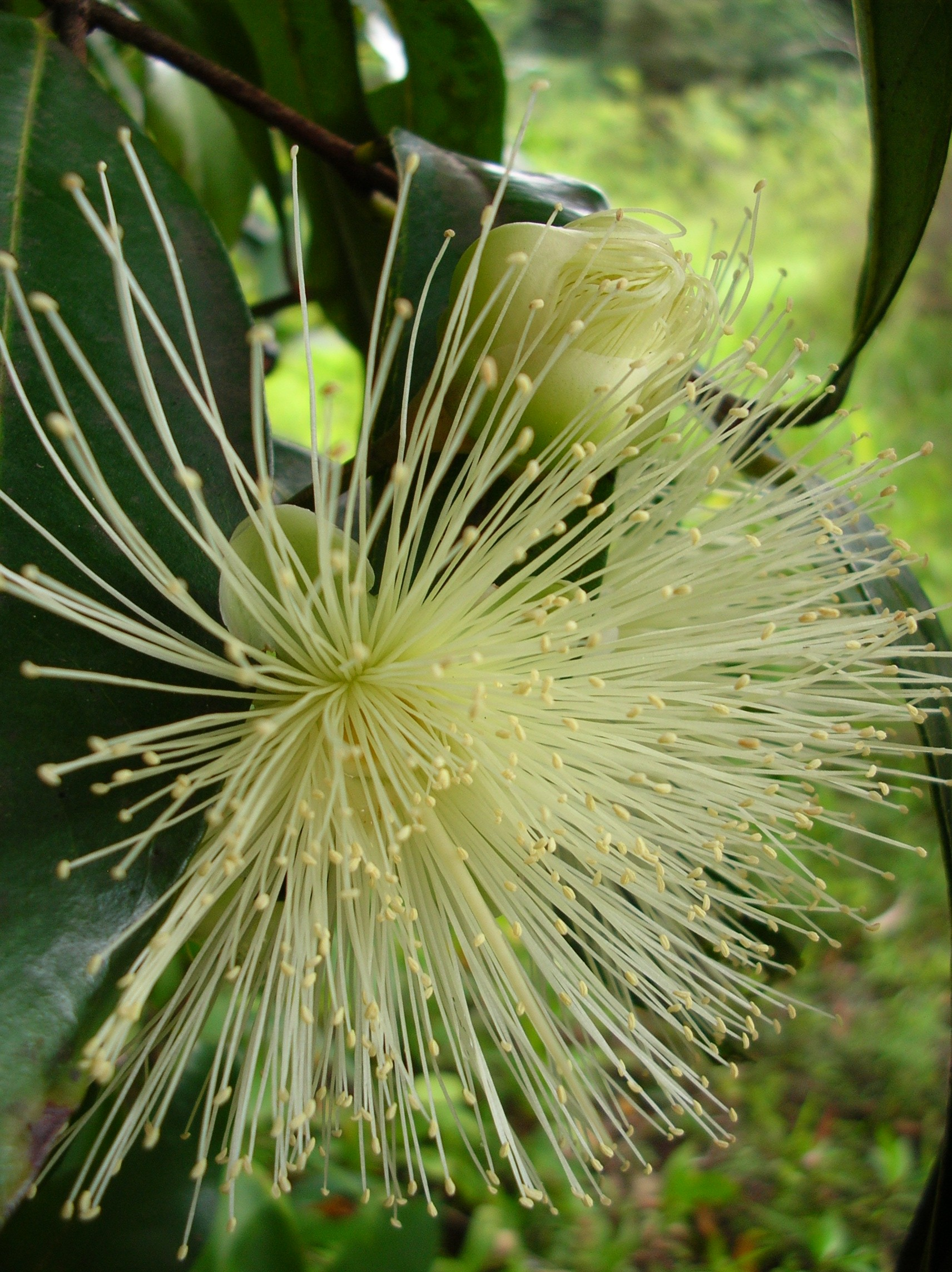
Flor

Tienden a ser árboles pequeños de unos 2,50 m de altura, habiendo variantes que llegan a desarrollar tamaños mayores semejantes a los seis metros gracias a las condiciones de su entorno más propias de las zonas continentales en América. Su tronco es de hasta 2 cm de diámetro en los ejemplares más comunes, aunque existiendo zonas donde prosperan árboles más prominentes y robustos comúnmente superando sus troncos los 30 cm, tortuoso y ramificado, su corteza es lisa y de coloración entre gris y tacaño. Tiene hojas simples de 10 a 25 cm × 3 a 5 m, con ápice acuminado y base estrecha. Son de color verde brillante pálido, con puntos translúcidos y nervios prominentes en el envés. Los peciolos son de 5 a 9 cm de largo.
Las flores son grandes y se agrupan de a cuatro o cinco, en corimbos terminales. Las flores presentan tubo del cáliz turbinado, de cuatro sépalos anchos, redondeados y cuatro pétalos redondeados, cóncavos, blancos, algo verduzcos de 1 a 1,5 cm de largo, con puntos glandulosos grandes, gran cantidad de estambres blancuzcos, de 3 a 4 cm de largo.

## Distribución
Syzygium jambos crece naturalmente en el sudeste de Asia tropical, mayormente en Insulindia. En América está presente desde Florida y el sur de California hasta el sur de Brasil. También está presente en las Bermudas y las Antillas . En Cuba está naturalizada por todo el país. Llegando a  encontrarse en Guatemala, México, Colombia y Venezuela existiendo numerosas variantes en las zonas más boscosas.

## Planta invasora en Cuba
La pumarrosa está presente en Cuba desde antes de 1875. Se ha expandido por todo el país, en lugares húmedos con altitudes sobre el nivel del mar de bajas a medias. Resulta una planta invasora de las márgenes de los ríos y arroyos, donde forma bosquecillos densos y desplaza a la vegetación autóctona. También invade los montes semicaducifolios sobre suelos húmedos no calcáreos. El que las semillas puedan flotar y su alta capacidad de germinación ayudan a su capacidad invasora.

## Uso alimenticio
El fruto puede consumirse fresco ya que es dulce, con olor a rosas. Es muy rico en pectinas y poco ácido, con él se pueden preparar jaleas o mermeladas. Es bueno también para aromatizar salsas y cremas. Las flores también son comestibles.

### Valor nutritivo
Es fuente moderada de vitamina C, betacarotenos, fósforo, calcio y hierro.

## Propiedades medicinales

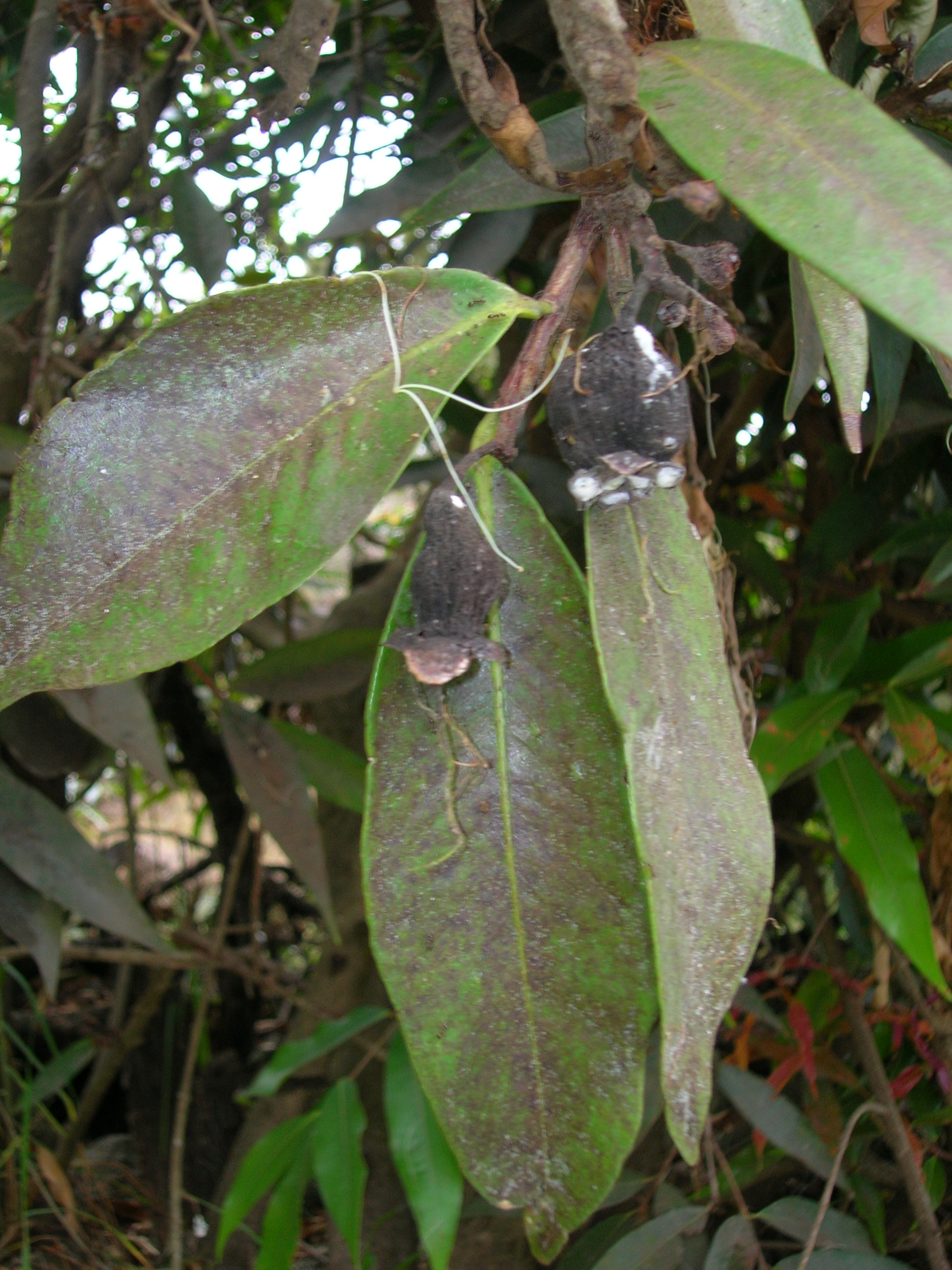
Detalle de las hojas

De las raíces se dice que tienen efecto sobre la epilepsia.
Las semillas pulverizadas se usan en El Salvador para tratar la diabetes.
La parte externa de la corteza tiene propiedades vomitivas.
La parte interna de la corteza tiene propiedades purgativas.
Las hojas se usan en infusión para bajar de peso, debido a su alto contenido en yodo.

## Otros usos
La madera no es duradera ante la humedad o el ataque de termitas. Es útil como leña y para fabricar carbón. Sus varas se usan para cujes para curar tabaco (de donde se cuelgan las hojas para secarlas). Las ramas nuevas son útiles para hacer canastas.
Sus flores son muy visitadas por las abejas. Estos árboles sirven como rompevientos y a pesar de ser invasivas, protegen de la erosión a los márgenes de las vías fluviales. En Colombia y Venezuela, el árbol ha sido acogido tradicionalmente como ornamental en climas cálidos, debido a su bajo mantenimiento, abundante sombra y rápido crecimiento.

## Taxonomía
Syzygium jambos fue descrita por (L.) Alston y publicado en A Hand-book to the Flora of Ceylon 6: 115. 1931.
Etimología
Syzygium: nombre genérico que deriva del griego: syzygos y significa "unido, reunido"
jambos: epíteto que alude a un género, ahora, sinónimo de Syzygium.
Sinonimia
- Eugenia decora Salisb.
- Eugenia jamboides Wender.
- Eugenia jambos L.	basónimo
- Eugenia jambosa Crantz
- Eugenia malaccensis Blanco
- Eugenia malaccensis f. cericarpa (O.Deg.) H.St.John
- Eugenia monantha Merr.
- Eugenia vulgaris Baill.
- Jambos jambos (L.) Millsp.
- Jambosa jambos (L.) Millsp.
- Jambosa malaccensis f. cericarpa O.Deg.
- Jambosa palembanica Blume
- Jambosa vulgaris DC.
- Myrtus jambos (L.) Kunth
- Plinia jambos (L.) M.Gómez
- Syzygium jambos var. linearilimbum H.T.Chang & R.H.Miao
- Syzygium merrillii Masam.
- Syzygium monanthum (Merr.) Merr. & L.M.Perry[4][5]

## Nombre común
Recibe los siguientes nombres comunes: pomarrosa, perita o pero de agua en Colombia; pomarrosa o poma en Ecuador, Perú, Cuba, México, Panamá, Colombia y Puerto Rico; pomarrosa, pumalaca en Venezuela (mayormente en Oriente); pomo, cajuil rojo, marañón o cajuil solimán   en República Dominicana; manzana rosa en Honduras y Costa Rica, pero en Cuba, Guatemala  y El Salvador; pommerose en Antillas inglesas; pomme-rose en Haití; jamerose y jamerosier en Antillas Francesas, pommeroes y appelroes en Suriname. En francés también recibe los nombres de pommier-rose y jambosier.
- macupa de Filipinas, yambeiro, yambo de la India.[6]